# Domenico Bollani
Domenico Bollani(Veneza, 10 de fevereiro em 1514 - Brescia, 12 de agosto de 1579) foi um diplomata e político da República de Veneza, e bispo de Brescia entre 1559 e 1579. sendo uma figura importante no processo de Contrarreforma, iniciado em 1545 pela Igreja Católica Romana.